# Dietmar Bachmann (Politiker, 1962)
Dietmar Bachmann (* 21. Januar 1962 in Kiel) ist ein deutscher Politiker der FDP und war von 2006 bis 2011 Mitglied des Landtags von Baden-Württemberg.

## Ausbildung und Beruf
Nach Grundschule, Gymnasium und Abitur in Kiel studierte Dietmar Bachmann Rechtswissenschaften 
in Kiel und mit einem Stipendium der Studienstiftung des deutschen Volkes in Surrey. Nach dem Ersten Staatsexamen 1988 war er Mitarbeiter am Institut für internationales Recht der Universität Kiel. Von 1989 bis 1990 studierte er mit einem Stipendium des Deutschen Akademischen Austauschdienstes an der University of Minnesota in Minneapolis. Nach dem Referendariat u. a. in Flensburg, Hamburg und Schleswig folgte 1992 das Assessorexamen.
Von 1992 bis 1996 war er Bundesratsreferent im Sozialministerium des Landes Mecklenburg-Vorpommern und von 1996 bis 1998 Referent im Ministerbüro des Bundesjustizministeriums. Von 1998 bis 2000 war er Zentralstellenleiter des Justizministeriums Baden-Württemberg, von 2000 bis 2002 Beauftragter des Justizministeriums Baden-Württemberg in Brüssel und von 2002 bis 2006 Leiter des Referats für Bundesangelegenheiten und europäische Rechtssetzung im Wirtschaftsministerium Baden-Württemberg.

## Politische Tätigkeit
Dietmar Bachmann war Kreisvorsitzender der FDP Stuttgart und seit 2002 Mitglied des Landesvorstandes der FDP. Mitglied des Landtages von Baden-Württemberg war er für die Dauer der 14. Wahlperiode vom 11. April 2006 bis Mai 2011.

## Familie und Privates
Dietmar Bachmann ist römisch-katholisch. Er ist verheiratet und Vater eines Sohnes. Seit 1983 ist er Mitglied des Corps Palaiomarchia-Masovia Kiel.